# 赛音呼·钢巴特尔
赛音呼·钢巴特尔（羅馬化：Sainkhüügiin Ganbaatar；1970年7月30日—），蒙古族，蒙古国政治人物。

## 生平
赛音呼·钢巴特尔曾在英国伦敦读书，靠打工维持生计。回国后在一家为搬家建筑服务的风水公司任职。他长期担任蒙古工会联合会主席，从未担任政府公职，只在2012年至2016年以独立身份担任国家大呼拉尔委员，在委员任上后期才加入蒙古人民革命党。钢巴特尔是靠批评力拓对奥尤陶勒盖煤矿的开发而在蒙古国出名，2015年前后知名度一度攀升，甚至进入最受欢迎的蒙古国政治家之列，但此后迅速滑落，在2016年国家大呼拉尔选举中丢掉了国家大呼拉尔委员席位。
在2017年蒙古国总统选举中，本来蒙古人民革命党在2017年5月5日推选党主席、前总统那木巴尔·恩赫巴亚尔为总统候选人。但蒙古国最高法院在申请截止前2天突然宣布拒绝恩赫巴亚尔参选，蒙古人民革命党紧急闭门协商，赶在申请截止前数小时提出赛音呼·钢巴特尔作为替代者参选。2017年5月27日，蒙古国总选举委员会正式确认了包括赛音呼·钢巴特尔在内的参加2017年总统选举的三名候选人资格，并向三人颁发了参选证书。但赛音呼·钢巴特尔在第一轮投票中被淘汰。